# Óiva Majumi
Óiva Majumi (大岩真由美; Hepburn: Ōiwa Mayumi) (Muroran, Hokkaidó, 1972, április 11. –) japán nemzetközi női labdarúgó-játékvezető, labdarúgóedző.

## Pályafutása
A játékvezetői vizsgát 1991-ben tette le, majd 1991–1993 között a Class 4 liga játékvezetőjeként kezdte pályafutást. Nemzeti labdarúgó-szövetségének megfelelő játékvezető bizottságai minősítése alapján jutott magasabb osztályokba. Új minősítéssel 1993–1995 között a Class 3 liga, 1995–1999 között a Class 3 liga bírója. 1999-től a női Class 1 liga, 2004-től a Nadeshiko League (L-liga), 2005-től a JFL játékvezetője. A nemzeti női labdarúgó bajnokságban kiemelten foglalkoztatott bíró. A küldési gyakorlat szerint rendszeres 4. bírói szolgálatot is végzett. A nemzeti játékvezetéstől 2009-ben vonult vissza.
A Japán labdarúgó-szövetség JB terjesztette fel nemzetközi játékvezetőnek, a Nemzetközi Labdarúgó-szövetség (FIFA) 2002-től tartotta nyilván női bírói keretében. A FIFA JB központi nyelvei közül az angolt beszéli. Több nemzetek közötti válogatott (Női labdarúgó-világbajnokság, Női Ázsia-kupa, Ázsiai Játékok, Algarve-kupa), valamint klubmérkőzést vezetett, vagy 4. bíróként segített. A  nemzetközi játékvezetéstől 2007-ben búcsúzott.
A 2002-es U19-es női labdarúgó-világbajnokságon, a 2004-es U19-es női labdarúgó-világbajnokságon a FIFA JB bíróként foglalkoztatta. 2002-ben az első Japán nőként tevékenykedhetett a FIFA által szervezett mérkőzésen.
| Időpont             | Helyszín                             | Mérkőzés típusa              | Mérkőzés                                                                          | Eredmény | Nézők száma |
| ------------------- | ------------------------------------ | ---------------------------- | --------------------------------------------------------------------------------- | -------- | ----------- |
| 2002. augusztus 17. | Központi Stadion, Victoria           | csoportmérkőzés (C. csoport) | Amerikai Egyesült Államok–Anglia                                                  | 5 – 1    | 2500        |
| 2002. augusztus 21. | Központi Stadion, Victoria           | csoportmérkőzés (C. csoport) | Angol U19-es női labdarúgó-válogatott–Ausztrália                                  | 0 – 0    | 3900        |
| 2002. szeptember 1. | Commonwealth Stadion, Edmonton       | bronzmérkőzés                | Brazília–Németország                                                              | 1 – 1    | 35 000      |
| 2004. november 14.  | Surakul Stadion, Phuket city         | csoportmérkőzés (C. csoport) | Amerikai U19-es női labdarúgó-válogatott–Oroszország                              | 4 – 1    | 8563        |
| 2004. november 16.  | 700th Anniversary Stadion, Csiangmaj | csoportmérkőzés (A. csoport) | Ausztrál U19-es női labdarúgó-válogatott–Thaiföld                                 | 5 – 0    | 21 600      |
| 2004. november 21.  | 700th Anniversary Stadion, Csiangmaj | egyik negyeddöntő            | Amerikai U19-es női labdarúgó-válogatott–Ausztrál U19-es női labdarúgó-válogatott | 2 – 0    | 8280        |

A 2007-es női labdarúgó-világbajnokságon a FIFA JB játékvezetőként alkalmazta. Selejtező mérkőzéseket az AFC zónában vezetett. Négy alkalommal lehetett 4. (tartalék) bíró. Világbajnokságon vezetett mérkőzéseinek száma: 2.
| Időpont              | Helyszín                  | Mérkőzés típusa                     | Mérkőzés                                         | Eredmény | Nézők száma |
| -------------------- | ------------------------- | ----------------------------------- | ------------------------------------------------ | -------- | ----------- |
| 2006. július 18.     | Városi Stadion, Hindmarsh | (2007 vb) előselejtező (B. csoport) | Thaiföld–Észak-Korea                             | 0 – 9    | 200         |
| 2006. július 22.     | Városi Stadion, Hindmarsh | (2007 vb) előselejtező (B. csoport) | Ausztrália–Észak-koreai női labdarúgó-válogatott | 0 – 0    | 38 000      |
| 2006. július 30.     | Városi Stadion, Hindmarsh | (2007 vb) selejtező döntő           | Ausztrál női labdarúgó-válogatott–Kína           | 2 – 2    | 5000        |
| 2007. szeptember 15. | Városi Stadion, Vuhan     | csoportmérkőzés (D. csoport)        | Dánia–Új-Zéland                                  | 2 – 0    | 54 000      |
| 2007. szeptember 18. | Városi Stadion, Hongkou   | csoportmérkőzés (B. csoport)        | Nigéria–Amerikai Egyesült Államok                | 0 – 1    | 6100        |

A 2006-os női Ázsia-kupa labdarúgó tornán az AFC JB bíróként vette igénybe szolgálatát. 
A 2006-os női Ázsia-kupa labdarúgó torna egyben a 2007-es női labdarúgó-világbajnokság selejtezője volt.
| Időpont          | Helyszín                      | Mérkőzés típusa              | Mérkőzés                                                             | Eredmény | Nézők száma |
| ---------------- | ----------------------------- | ---------------------------- | -------------------------------------------------------------------- | -------- | ----------- |
| 2006. július 18. | Központi Stadion, Hindmarsh   | csoportmérkőzés (B. csoport) | Thaiföldi női labdarúgó-válogatott–Észak-koreai labdarúgó-válogatott | 0 – 9    | 200         |
| 2006. július 22. | Marden Sports Complex, Marden | csoportmérkőzés (B. csoport) | Thaiföldi női labdarúgó-válogatott–Ausztrál női labdarúgó-válogatott | 0 – 5    | 400         |
| 2006. július 30. | Központi Stadion, Hindmarsh   | döntő                        | Ausztrál női labdarúgó-válogatott–Kínai női labdarúgó-válogatott     | 2 – 2    | 5000        |

A 2002-es Ázsiai Játékok női labdarúgó tornáján az AFC JB  játékvezetőként foglalkoztatta.
A 2005-ös Algarve-kupa nemzetközi, meghívásos labdarúgó-tornán a FIFA JB bírói szolgálatra vette igénybe.
Az AFC JB keretében nemzetközi oktatói vizsgát tett. Az AFC instruktora, ellenőreként szolgál. 2010. áprilistól a Muroran Ohtani High School női labdarúgó csapatának edzője. 2012 júniusától a Japán Labdarúgó-szövetség női labdarúgó ágának igazgatója.